# 清少納言

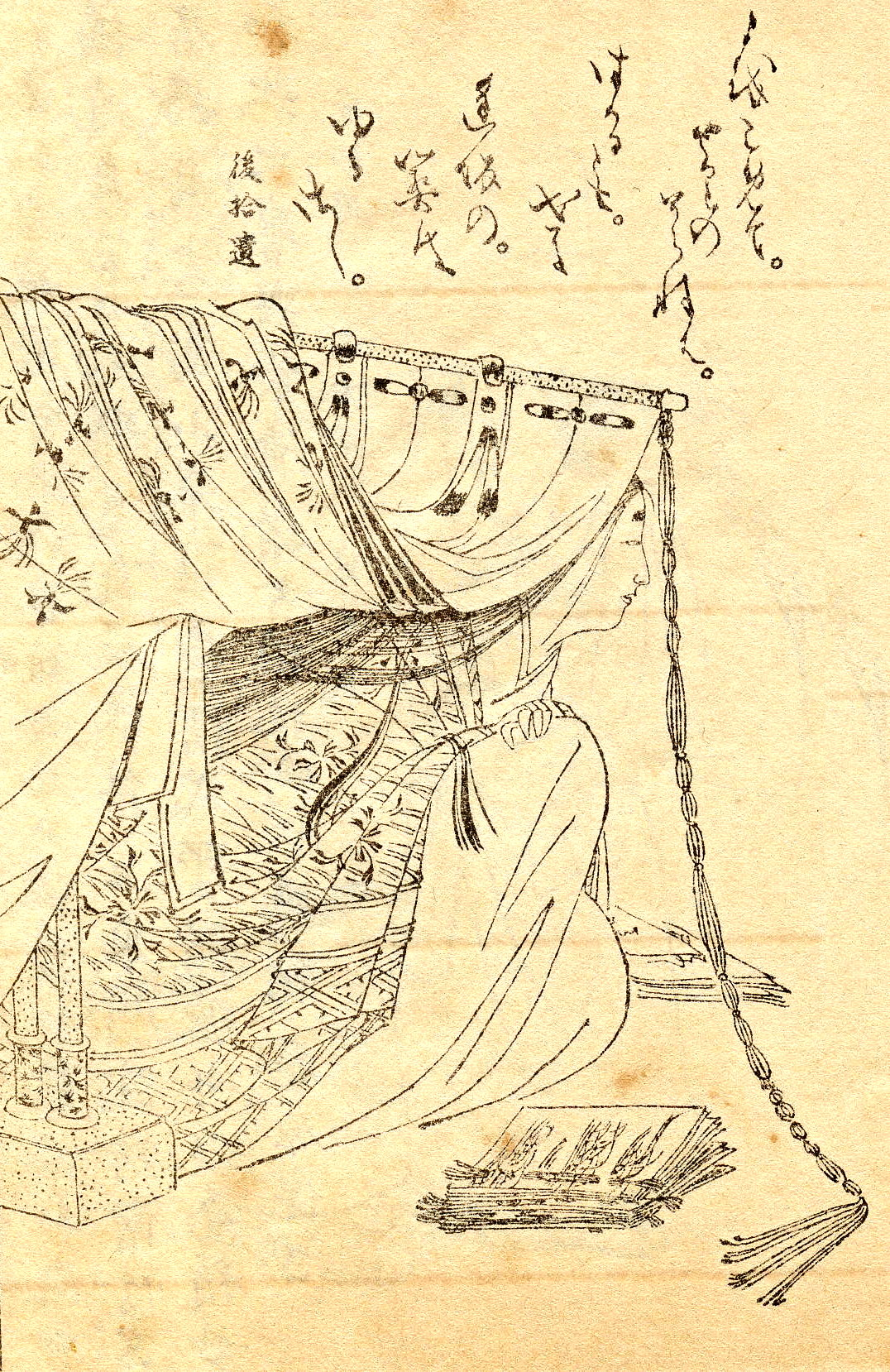
菊池容斋笔下的清少納言

清少納言（日语：／ Sei Shōnagon，966年—1025年），日本平安时代女作家。姓清原，名不可考（有諾子的說法）。一条天皇时入宫侍奉皇后藤原定子。主要作品是隨筆集《枕草子》。此外尚有《清少納言集》，皆为研究其生平之重要史料。

## 生平
清少纳言是歌人清原元辅之女，少纳言或为其父親或兄弟的官名。而關於清少納言的母系親屬方面，則一無可考。约生于村上天皇康保三年（966年）前后。少时与橘则光结婚，生有一子名橘则长，因则光勇武缺少文化修养，遂即离别。其後，则光供职宫廷，与少纳言以手足相称。正历四年（993年）前后，出仕于中宫藤原定子，中宫时年十七歲，少纳言则年长十岁。至长保二年末（1000年），中宫薨逝，清少纳言出宫。之後嫁给摄津守藤原栋世，生有一女，其女官名为「小馬命婦」。藤原栋世去世之后，少纳言出家为尼。
17世纪江戶時代的水戶藩藩主德川光圀，曾召集文士用汉文编写了一部《大日本史》，其中關於清少纳言的部分有如下記載：
「清少納言，肥後守清原元輔女也。有才學，與紫式部齊名。一條帝時，仕藤原皇后(藤原定子），被眷遇。皇后雪後顧左右曰：『香爐峰之雪想如何？』少納言即起褰簾，時人嘆其敏捷。皇后特嘉其才華，欲奏為內侍。遭藤原伊周等流竄，不果。老而家居，屋宇甚陋。郎署年少，見其貧窶而憫笑之；少納言自簾中呼曰：『不聞有買駿馬骨者乎？』笑者慚而去。著《枕草子》行於世。」

其中「老而居家」之前的文字，其典出於少納言的隨筆《枕草子》，應為可信；然而老後落魄之說，則典出《古事谈》、《古今著闻集》，此為說話集，多為採摭世間耳語傳聞，故清少納言老後落魄之说未必全然可信。

## 名称由来
「清少納言」這個稱呼如前述，是依清少納言為女官時的官銜而來。「清」一字應是來自娘家姓氏「清原」。在枕草子一書中，皇后常稱其為「少納言」，至於其因尚無定論。依當時的習慣，常以女官之父、丈夫或兄弟等近親之官銜稱呼，但清少納言的親戚中並沒有擔任少納言之官者。有一說是清少納言在仕宮以前曾有一位中納言官銜的丈夫；另一說則是認為這一官稱乃為皇后所賜。另外，以女官的官品而言，少納言屬於下級至中級之官。

## 紫式部與清少納言
《源氏物語》與《枕草子》在日本文學史上，被並列為平安時代文學作品之雙璧。撰寫《源氏物語》的紫式部與清少納言為同一時代的人物，兩人也常被一起並稱為平安時代代表性的文學才女。她們同一時間在宮廷中侍奉，而且極可能有一起共事的經驗，但世傳二人交情並不睦。清少納言現存作品中並未提及紫式部，但紫式部日记則曾提及清少納言，並相當赤裸裸地寫下對她的評價：
清少纳言是那种脸上露着自满，自以为了不起的人。总是摆出智多才高的样子，到处乱写汉字，可是仔细地一推敲，还是有许多不足之处。像她那样时时想着自己要比别人优秀，又先要表现得比别人优秀的人，最终要被人看出破绽，结局也只能是越来越坏。总是故作风雅的人，即使在清寂无聊的时候，也要装出感动入微的样子，这样的人就在每每不放过任何一件趣事中，自然而然地养成了不良的轻浮态度。而性质都变得轻浮了的人，其结局怎么会好呢？

對於人生的態度，基本上清少納言是屬於「欣賞派」，從身邊的生活點滴的當下，去發掘其中所蘊藏的樂趣與美，以充滿靈性的筆觸記載下來，而較不願去面對人生其他醜惡的一面，故作品中時時單純地流露出愉悅、幸福的樂天情緒。但事實上，這很難說誰是誰非，因為這兩人正好代表了相反的文學面向，展現截然不同的文學性格。清、紫二人對於人生彼此相異之觀照視角，共同豐富了平安時代的文學世界。

## 和歌
| |
| 夜半假雞鳴能出，而逢坂關難過“”《百人一首·62》 |
| 文法解釋： 1. 「」：「」是行下二段他動詞「」的連用形，直譯為『夜晚被籠罩在裡面』，其實意思就是＂深夜＂。 2. 「」：「」用漢字表示的話就是「」，指的是模仿的叫聲或是幻聽到的聲音；而行四段他動詞「」本來的意思是推量、計算的意思，延伸成愚弄和算計別人，所以也可以寫成漢字「」（這個字的連用形後來演變成現代的副助詞「」），這裡以終止形接續助詞「」來表逆接的確定條件（即使．．．也）。整句可直譯為『即使模仿雞叫而騙過』（注意到「」有專指雞的用法），考慮到《枕草子》相關的文字內容，可以推測這指的是孟嘗君雞鳴狗盜的典故。 3. 「」：「」寫為漢字是「」，下面如果有否定語氣表示的是＂絕不、一定不＂；「」是行四段他動詞「」的未然形，意為＂容許、鬆開、解放＂（演變到現代延伸出＂寬恕＂的意思），因為要接續否定推量助動詞「」所以才被限制為未然形。整句可直譯為『逢坂關也一定不給放行吧!』。 後世根據《枕草子》的內容推測清少納言是在藉此詩詠歎她與藤原行成之間的男女關係。 |

## 相关作品
电视剧
- 『女人連祷』（1958年、CBC电视台、演：森孝子）
- 『致光之君』（2024年1月7日 -、NHK大河剧、演：初夏）
  - 在剧中的名字被叫做桔梗（ききょう）。

漫畫
妾願為君亡